# Earl Taft
Pour les articles homonymes, voir Taft.
Earl Jay Taft (27 août 1931 – 9 août 2021), est un mathématicien américain, spécialiste en algèbre abstraite. Il a donné son nom à  l'algèbre de Taft Hopf (en) qu'il a introduite dans une publication en 1971 ; il a été le rédacteur-fondateur de la revue Communications in Algebra. Il est professeur émérite distingué de mathématiques à l'Université Rutgers. Il est membre de l'American Mathematical Society et de la Mathematical Association of America .

## Formation et carrière
Taft est diplômé (bachelor) du Collège Amherst en 1952. Il obtient un Master en 1953 et un Ph D son doctorat à l'Université Yale en 1956 sous la supervision de Nathan Jacobson (titre de sa thèse : Invariant Wedderburn Factors). Il est instructeur Ritt en mathématiques à l'Université Columbia de 1956 à 1959, puis il passe à l'Université Rutgers, où il est d'abord professeur assistant, puis professeur associé (1959-1966) et enfin professeur depuis 1966, tout en étant visiteur régulier à l'Institute for Advanced Study,. 

## Vie privée
L'épouse de Taft, Hessy Levinsons Taft, avait été présenté comme "le plus beau bébé aryen" dans la propagande nazie, bien qu'elle ait été juive. Elle figure sur la couverture d'un numéro du périodique Sonne im Haus. Sa famille a fui l'Allemagne nazie pour la France, ensuite pour Cuba, puis les États-Unis, et elle a rencontré Taft en tant qu'étudiante en chimie à l'Université Columbia, alors qu'il y était instructeur. Après la retraite de Taft de Rutgers, lui et sa femme ont déménagé à New York.